# 51. nordlige breddekreds
Den 51. nordlige breddekreds (eller 51 grader nordlig bredde) er en breddekreds, der ligger 51 grader nord for ækvator. Den løber gennem Europa, Asien, Stillehavet, Nordamerika og Atlanterhavet.